# 長池公園
座標: 北緯35度36分41秒 東経139度23分31秒 / 北緯35.611303度 東経139.392031度

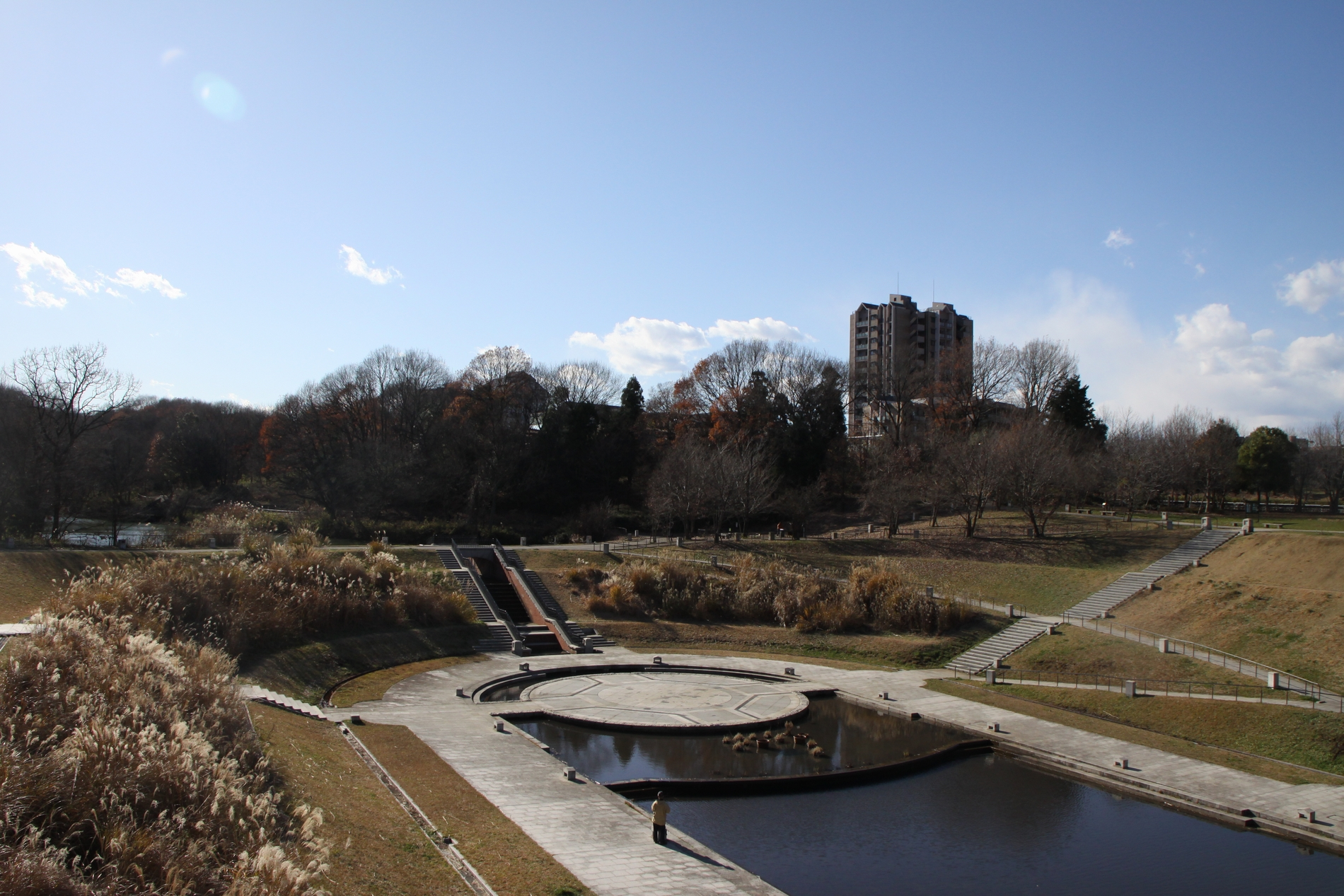
長池公園。写真の下に写るのが姿池。

長池公園（ながいけこうえん）とは、東京都八王子市別所二丁目に位置する公園。長池、築池（つくいけ）、姿池がある。浄瑠璃姫が薬師如来像を背負って長池に身を投げたという、「長池伝説」が残っている。テレビドラマのロケ地としても有名である。

## 概要
八王子市別所二丁目にある多摩ニュータウン西部最大の地区公園であり、2000年に開園した。
1993年には四谷見附橋が移築復元されている。特別保全ゾーンにはハンノキが自生している他スジグロボタル、サラサヤンマ、マメザクラなど希少な種も確認されている。

## 施設

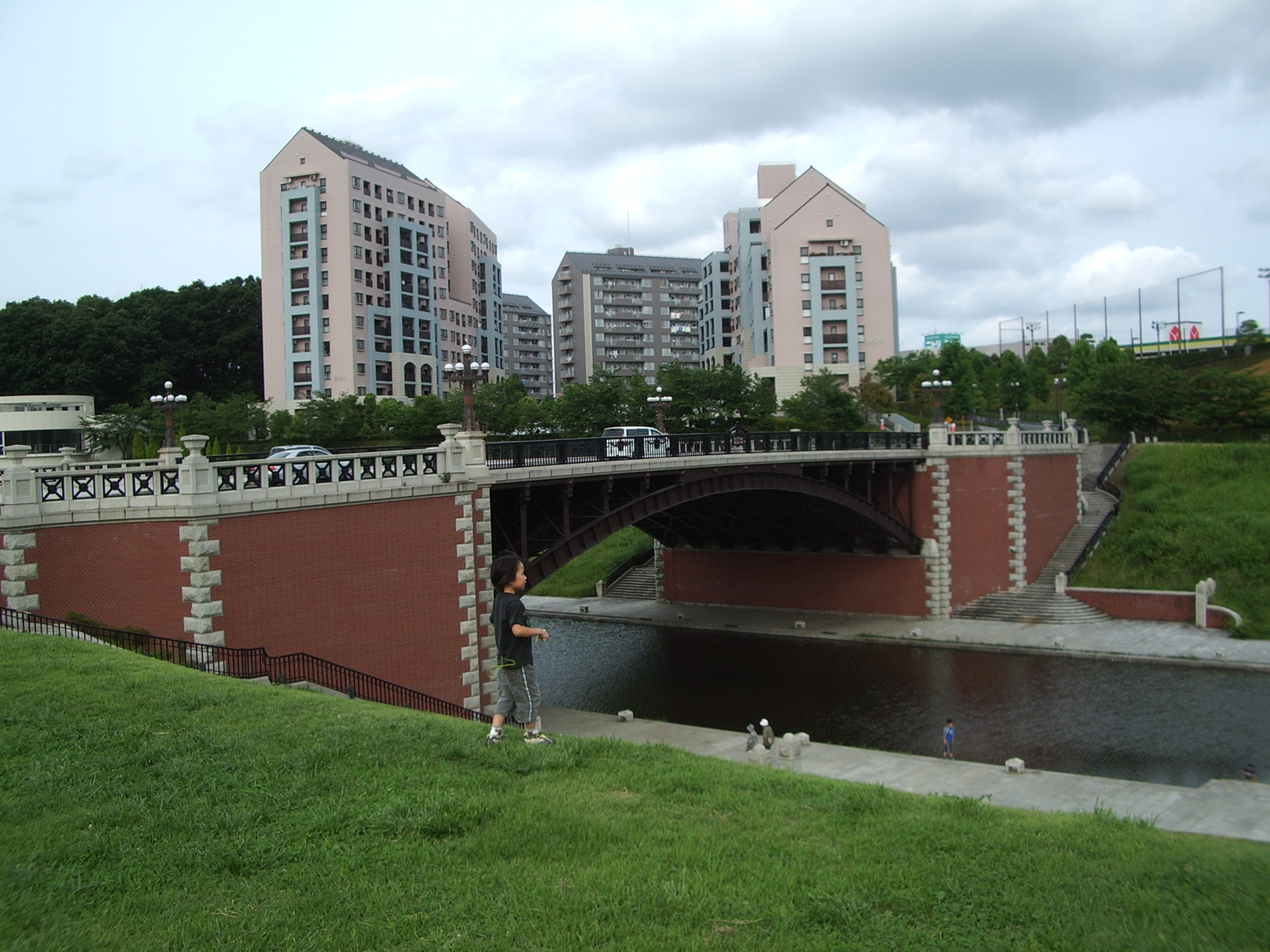
長池見附橋

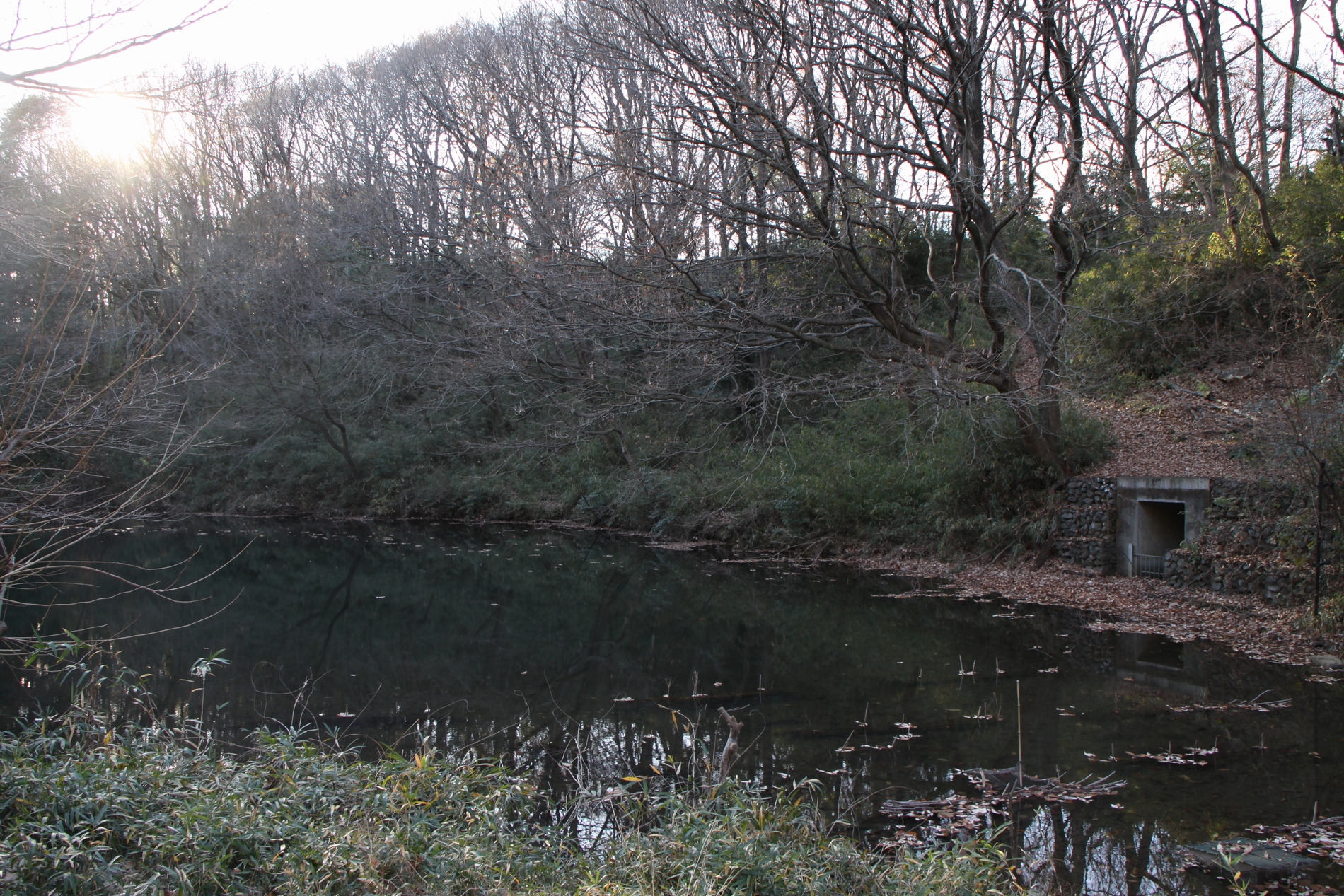
長池

長池ネイチャーセンター

- 長池見附橋

1913年に建設された四谷見附橋を移築復元した上路式鋼製アーチ橋。八王子八十八景のひとつである。
- 長池ネイチャーセンター（長池公園自然館）

ネイチャークラフト教室や農機具を展示している。入館料無料。
- 炭焼き小屋

## 長池伝説
相模国大磯で光る薬師如来像を引き上げ相模国の城主岡崎四郎に献上、崇拝し、浄瑠璃姫が生まれたとされている。浄瑠璃姫は武蔵国の小山田高家に輿入れした。浄瑠璃姫は岡崎四郎から薬師如来像を譲り受けたものの1336年（延元元年、建武3年）の湊川の戦いで高家が討ち死にしたため浄瑠璃姫も後を追い薬師如来像を背負って長池に入水した。その後蓮生寺の住職が光る薬師如来像を引き上げ、薬師堂を建てて供養したという伝説である。

## アクセス
- 入園料無料。
- バス
  - 京王相模原線京王堀之内駅 南大沢駅行 または 見附橋循環（見附橋下車）
  - 京王相模原線南大沢駅 京王堀之内駅行（長池小学校入口下車）

※駐車場あり

## 主な撮影
- リモート
- 富豪刑事デラックス
- 7人の女弁護士
- マイ☆ボス マイ☆ヒーロー
- 14才の母
- 美男ですね
- 念力家族
- 虎に翼
- スカイキャッスル
- 仮面ライダーゴースト
- 映画「仮面ライダーゼロワン」
- ウルトラマンアーク

他